# 1984年11月8日月食
1984年11月8日月食为一次在协调世界时1984年11月8日出現的半影月食。該次月食半影食分為0.925、全影食分為-0.178。

## 概述
這次月食的食分是2.96。

## 基本參數
- 類型：半影月食
- 食甚資料：
  - 日期：1984年11月8日
  - 時間：17:55
  - 月球位置：赤經2.96度、赤緯15.9度
  - 食分：半影食分：0.925、全影食分：-0.178

## 外部連結
- NASA月食專頁（页面存档备份，存于）（英文）